# Metioche fusca
Metioche fusca är en insektsart som först beskrevs av Lucien Chopard 1917.  Metioche fusca ingår i släktet Metioche och familjen syrsor. Inga underarter finns listade i Catalogue of Life.